# Малый Шудугуж
Малый Шудугуж (горномар. Изи Шудыгуж) — деревня в Килемарском районе Республики Марий Эл. Входит в состав городского поселения Килемары.

## География
Находится в западной части республики Марий Эл на расстоянии приблизительно 27 км по прямой на запад-северо-запад от районного центра посёлка Килемары.

## История
Образована во второй половине XVII века одновременно с деревней Большой Шудугуж. В 1937 году в деревне в 19 дворах проживали 92 человека, в 1967 году 108 человек, в 1974 27 хозяйств и 99 человек. В советское время работали колхозы «15 лет Октября» и «Искра», В 1985 году колхоз «Искра» был ликвидирован. Трудоспособное население деревни работает в Нежнурском лесничестве Килемарского лесхоза.

## Население
Население составляло 58 человек (мари 26 %, русские 47 %) в 2002 году, 33 в 2010.

## Известные уроженцы
Горячев Илья Константинович (1894—1952) — советский государственный и хозяйственный деятель. Организатор и первый председатель колхоза «Искра» Килемарского района Марийской АССР (1930—1952). Депутат Верховного Совета СССР 2-го и 3-го созыва (1946—1952). Член РКП(б). Участник Первой мировой войны и Гражданской войны в России.